# Abbaye de Cortenbergh
L'abbaye de Cortenbergh, parfois appelée abbaye de Cortemberg ou abbaye de Kortenberg, fondée en 1095 et supprimée en 1798[réf. souhaitée], est un ancien monastère de religieuses bénédictines situé à Cortenbergh, dans le duché de Brabant.
Depuis 2005, les bâtiments ont le statut de monument protégé au sein de l'agence flamande pour le patrimoine immobilier.

## Fondation
La fondation est antérieure à 1105, traditionnellement datée de 1095. Celle-ci a été confirmée par Odon de Tournai en 1110.

## Histoire constitutionnelle du duché de Brabant
L'abbaye était un lieu important de l'histoire constitutionnelle du duché de Brabant. En effet, c'est là que la charte de Cortenbergh, l'équivalent de la Magna Carta dans le duché de Brabant, avait été signée en 1312 et c'est également-là que le conseil de Cortenbergh qui avait été institué pour superviser la mise en œuvre de cette charte se réunissait.

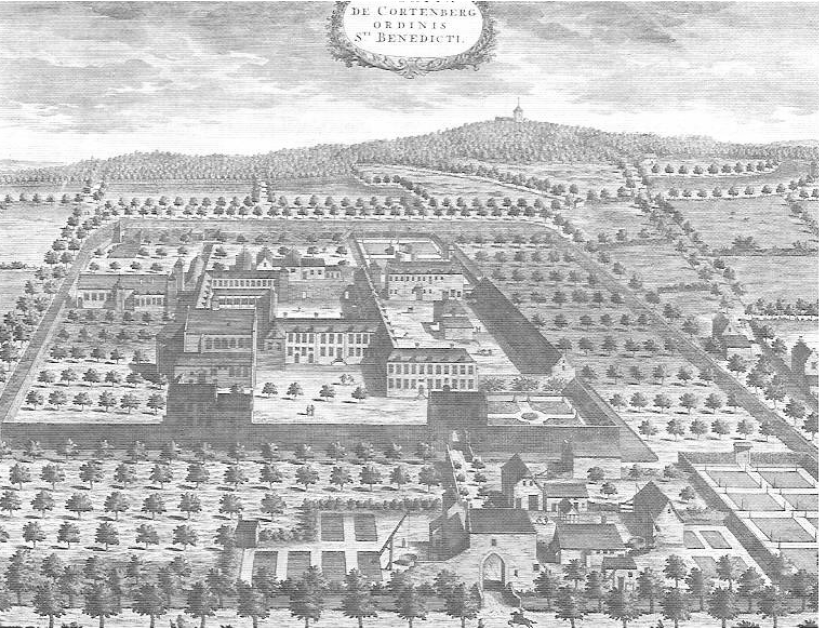
Abbaye de Cortenbergh en 1659

## Différend sur les dîmes
En 1129, Burchard, évêque de Cambrai, attribue à l'abbaye les paroisses de Leest et de Hombeek, qui font maintenant partie de la commune de Malines, avec toutes les dîmes et tous autres avantages. En 1707, le curé de Leest commença à réclamer les dîmes sur les terres nouvellement aménagées dans la paroisse, arguant que celles-ci n'auraient pu être incluses dans le don initial. L’affaire qui en a résulté a été portée devant le plus grand tribunal des Pays-Bas autrichiens, le Grand Conseil de Malines, le monastère étant représenté par le juriste renommé Zeger Bernhard van Espen.

## Statut actuel
Fermée à la Révolution française, l'abbaye est vendue en deux lots vers 1799. Depuis 2005, l'ancienne abbaye est inscrite à l'inventaire des monuments protégés en Région flamande.

## Galerie de photographies

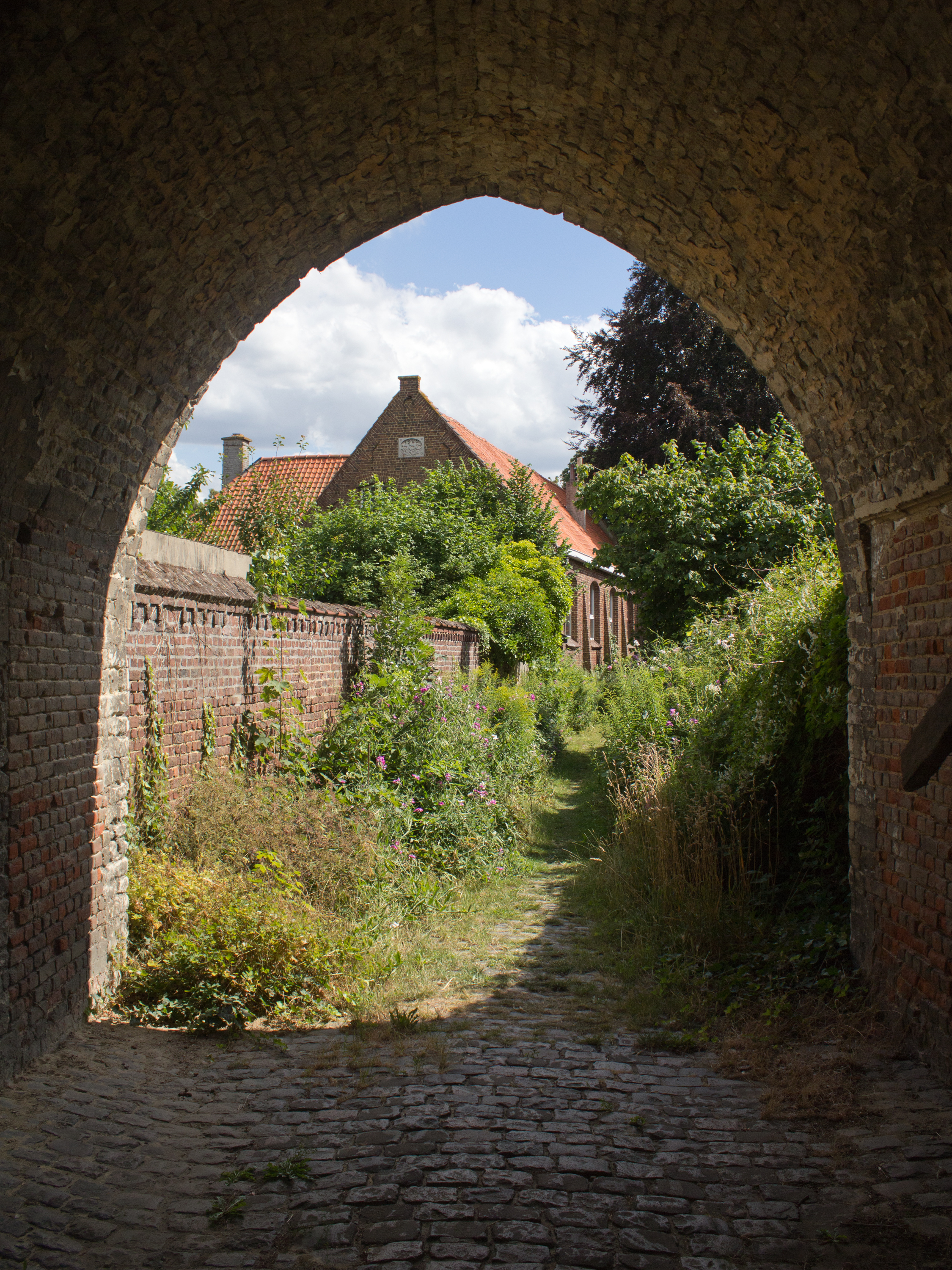
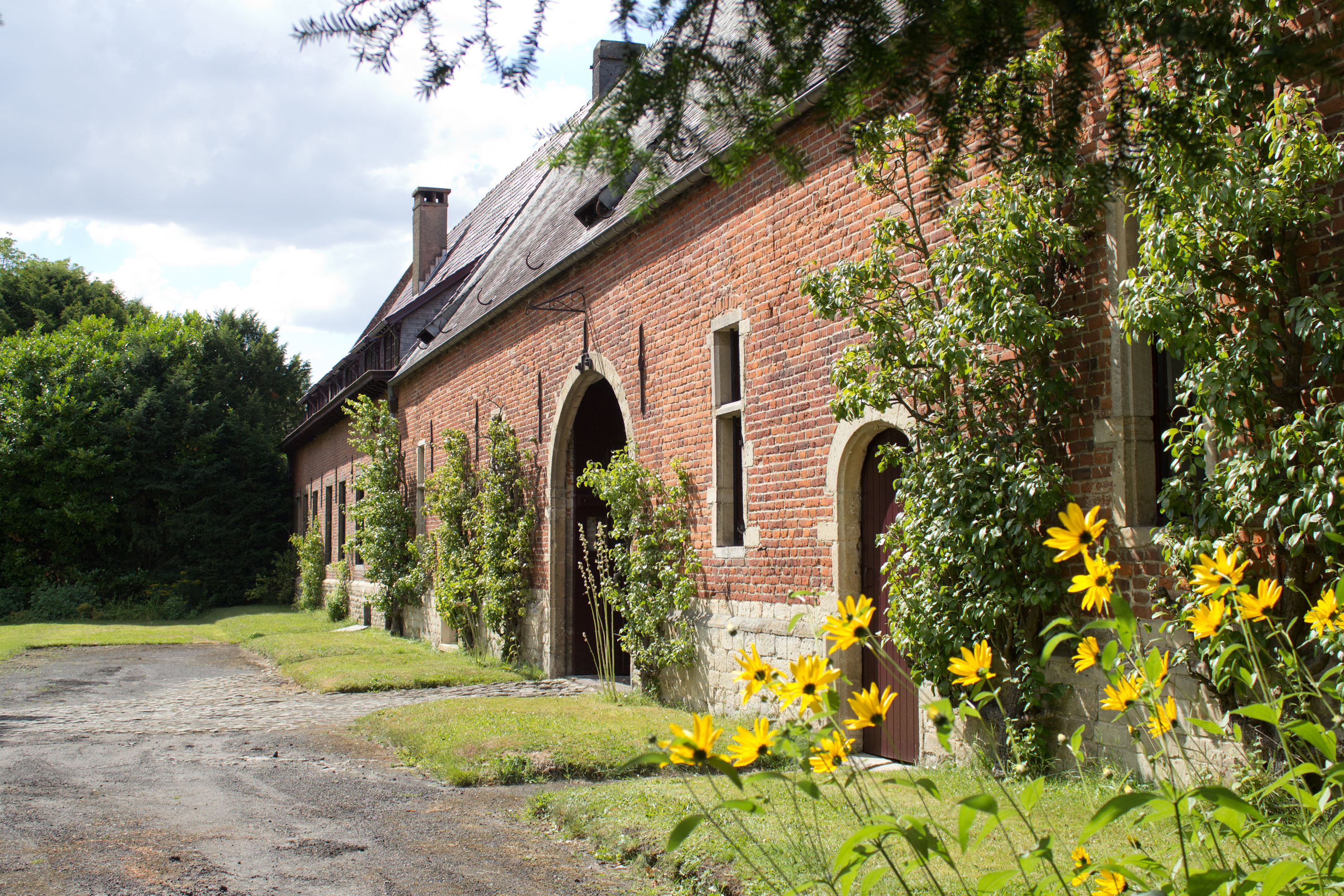
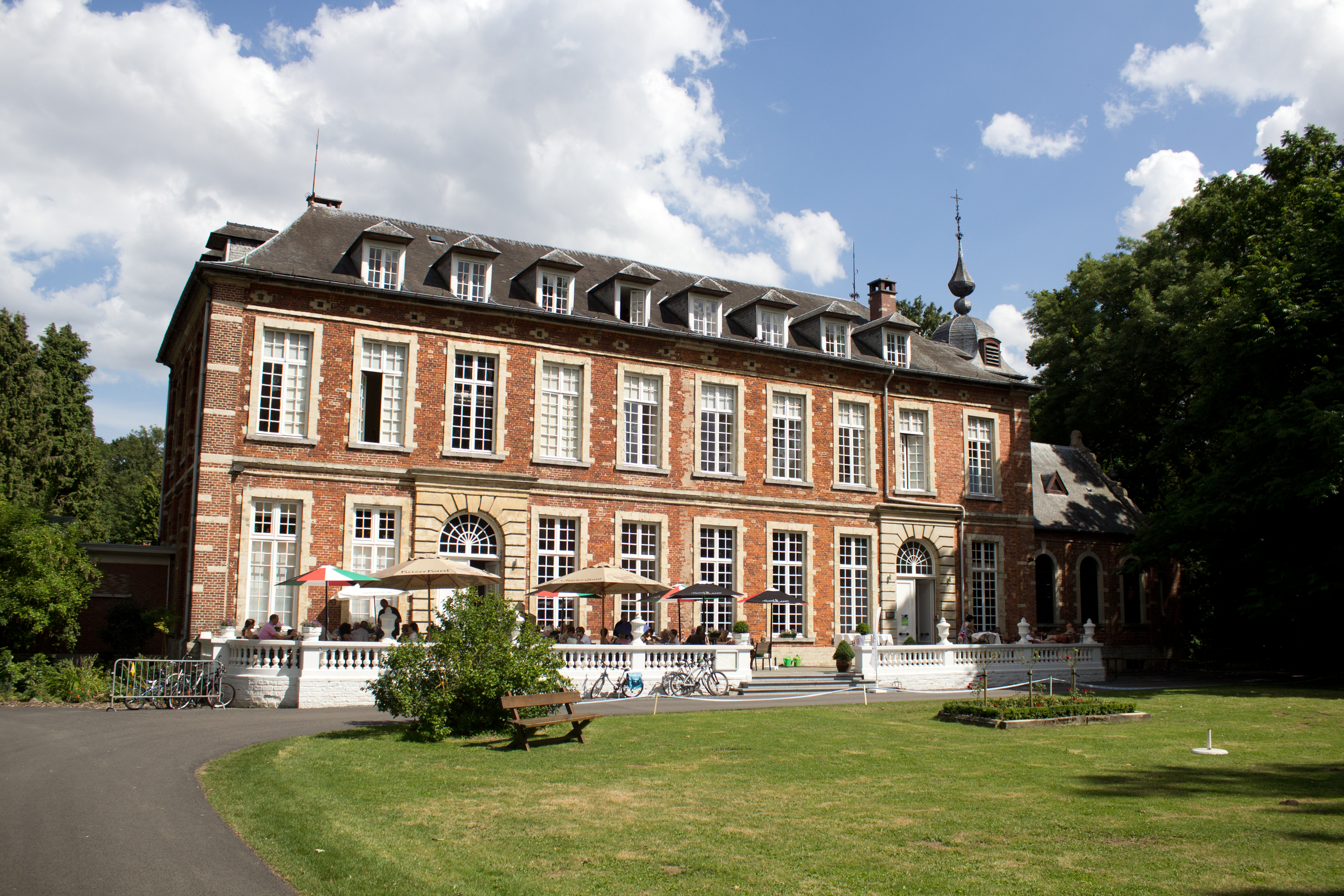